# 688 Мелані
688 Мелані (688 Melanie) — астероїд головного поясу, відкритий 25 серпня 1909 року.
Тіссеранів параметр щодо Юпітера — 3,332.